# 크리스틴 로즈
크리스틴 로즈(Cristine Rose, 1951년 1월 31일 ~ )는 미국의 배우이다.

## 출연 작품
- 그는 당신에게 반하지 않았다
- 테이크 미 홈 - 린넷 역